# Monument aux morts de La Côte-Saint-André
Le monument aux morts de La Côte-Saint-André est un édifice situé à La Côte-Saint-André dans le département français de l'Isère, en région Auvergne-Rhône-Alpes.
En raison de son originalité, le monument est inscrit au titre des monuments historiques, ainsi qu'à l'inventaire du département dans l'Isère

## Situation et accès
Le monument aux morts est situé sur la place Saint-André, non loin de l'église du même nom, dans la partie ouest du centre ville de La Côte-Saint-André qui compte de nombreux autres monuments classés.

## Histoire
Commandé en 1919 par le maire de la commune, René Sautreaux, au sculpteur Alexandre Maspoli, un statuaire ayant son atelier à Lyon, le monument aux morts a été inauguré en août 1922. Il a ensuite fait l'objet de nombreuses restaurations.
Ce monument est inscrit au titre des monuments historiques par arrêté du 1er avril 2003.

## Description

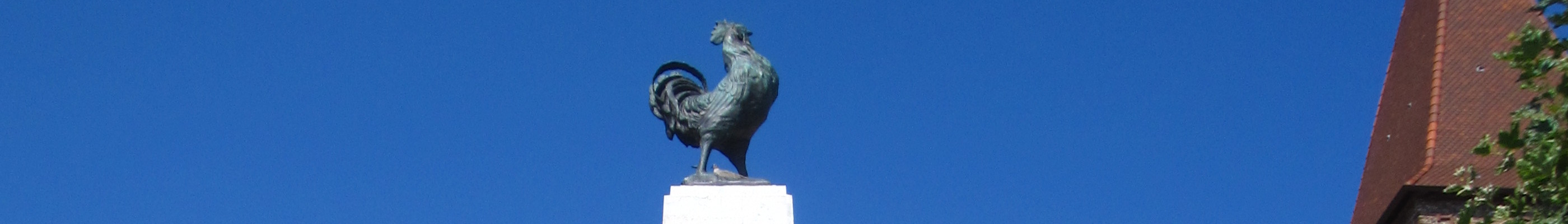
Coq du monument aux morts de la Côte-Saint-André

Le monument, assez imposant, s'élève à une hauteur de huit mètres. Il se présente sous la forme d'une pyramide (ou d'un obélisque) surmontée du coq gaulois, dont le socle comprend un avant-corps servant de piédestal à une statue grandeur nature représentant un Poilu lançant une grenade.

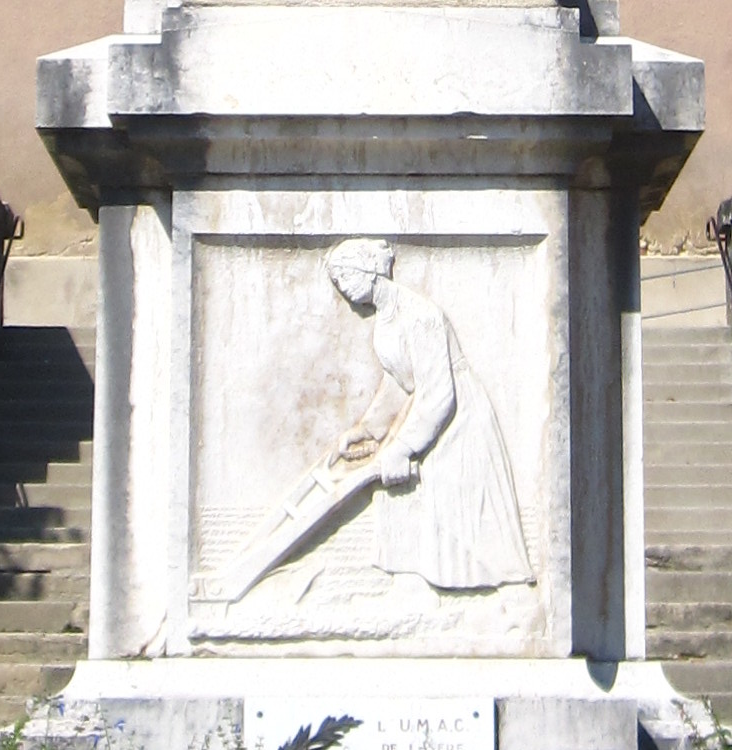
La paysanne au travail (socle du monument)

Au niveau de la base du socle, un bas relief représente une paysanne au travail, qui symbolise l'effort de la nation à l'arrière et correspond au thème qui a guidé la conception de l'ensemble : « L'héroïsme et le travail pour la victoire ».
La gravure inscrite sur le socle du monument présente l'indication : « La ville de La Côte-Saint-André. À ses enfants morts pour la patrie ».
La face arrière est décorée d'un écusson ornemental avec les dates « 1914-1918 », et les côtés de la pyramide portent les noms de batailles et de combats célèbres de la Première Guerre mondiale.
La guirlande de lauriers du sommet et le coq gaulois d'environ un mètre de hauteur sont en bronze patiné ou doré. Le socle et la pyramide sont en pierre très dure de type de Comblanchien. La statue est constituée de pierre dure type de l'Échaillon ou de Courtaroux.
Le monument présente une liste de 128 noms de soldats nés dans la commune et décédés durant les combats survenus au cours de la Première Guerre mondiale (1914 - 1918), la Seconde Guerre mondiale (1939 - 1945), la Guerre d'Indochine (1946 - 1954) et la Guerre d'Algérie (1954 - 1962).

## Caractéristiques
Si, en France, de nombreux monuments aux morts représentent une femme, c'est très souvent une statue de Marianne, personnifiant la République, voire quelquefois, en référence à l’Antiquité et à la déesse Niké, une victoire ailée ou une référence plus chrétienne évoquant la Pieta mais de façon laïque, telle qu'une femme d'âge mûr (une mère) tenant entre ses bras le corps d'un poilu, l'originalité du monument côtois est de représenter une femme en train de travailler aux champs derrière son araire, car dans les communes rurales les activités agricoles devaient continuer et donc être assurées essentiellement par des femmes, épouses des poilus partis combattre sur le front.

## Auteur

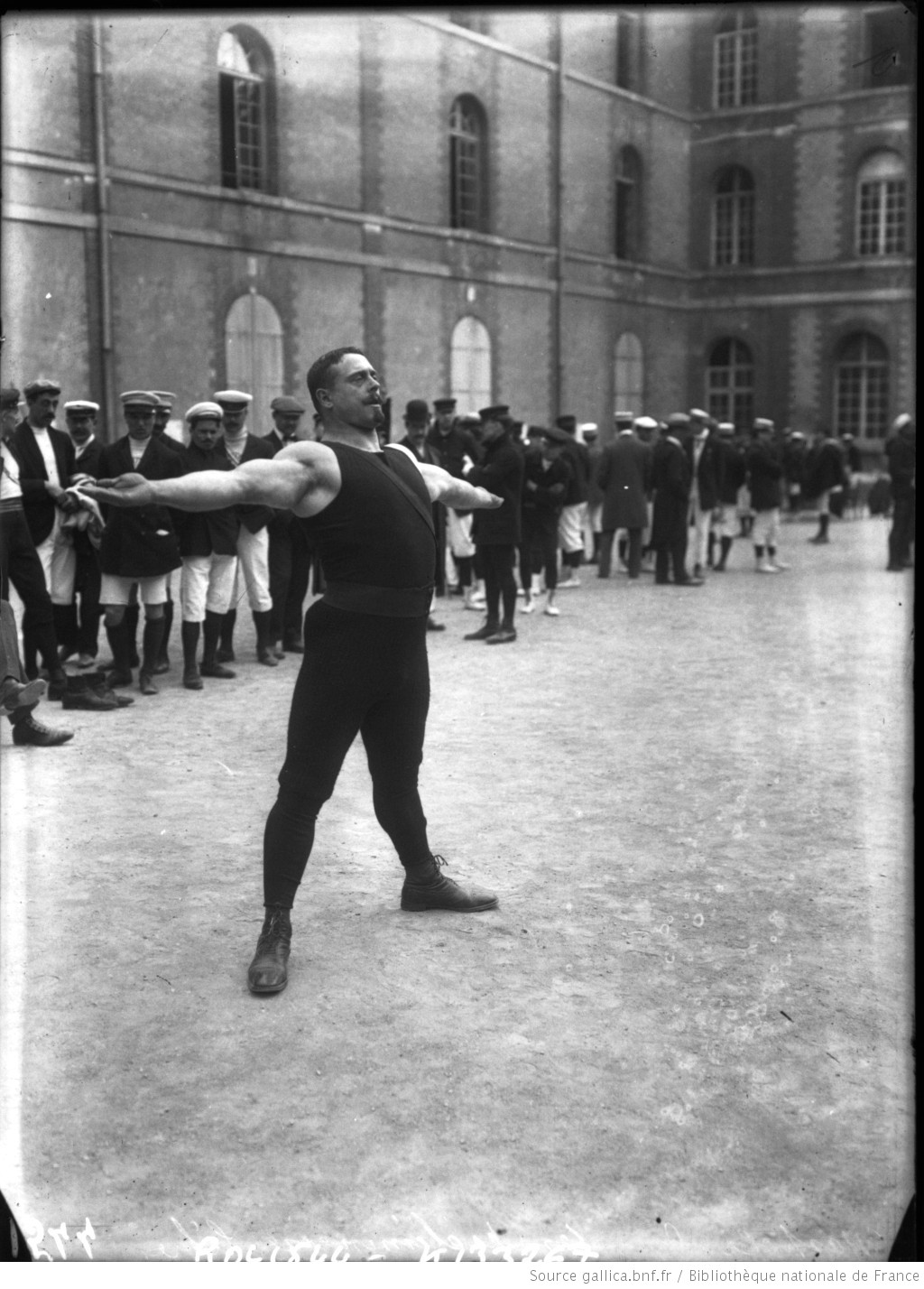
Alexandre Maspoli, créateur des statues du monument

Le sculpteur français Alexandre Maspoli (1875 - 1943), fut le modèle mais aussi l'élève du sculpteur Auguste Rodin qui lui reconnait de grandes dispositions... pour l'haltérophilie.
L'homme est donc surtout connu pour être un grand champion d'haltérophilie, est le créateur des statues du monument aux morts. Assisté dans son travail par le sculpteur J. Lesage, il a repris, à l'identique, la statue qu'il avait déjà réalisée pour le monument aux morts de la commune des Avenières, également située dans le département de l'Isère, deux ans plus tôt.